# Lista de deputados de Portugal (XII Legislatura)
Lista de deputados em funções na Assembleia da República na XII legislatura à data de 6 de agosto de 2011.
| Nome                            | Círculo Eleitoral | Grupo Parlamentar |
| ------------------------------- | ----------------- | ----------------- |
| Abel Baptista                   | Viana do Castelo  | CDS-PP            |
| Acácio Pinto                    | Viseu             | PS                |
| Adão Silva                      | Bragança          | PSD               |
| Adolfo Mesquita Nunes           | Lisboa            | CDS-PP            |
| Adriano Rafael Moreira          | Porto             | PSD               |
| Afonso Oliveira                 | Porto             | PSD               |
| Agostinho Lopes                 | Braga             | PCP               |
| Alberto Costa                   | Lisboa            | PS                |
| Alberto Martins                 | Porto             | PS                |
| Altino Bessa                    | Braga             | CDS-PP            |
| Amadeu Soares Albergaria        | Aveiro            | PSD               |
| Ana Catarina Mendonça Mendes    | Setúbal           | PS                |
| Ana Jorge                       | Coimbra           | PS                |
| Ana Paula Vitorino              | Porto             | PS                |
| Ana Sofia Bettencourt           | Lisboa            | PSD               |
| Andreia Neto                    | Porto             | PSD               |
| Ângela Guerra                   | Guarda            | PSD               |
| António Braga                   | Braga             | PS                |
| António Filipe                  | Santarém          | PCP               |
| António José Seguro             | Braga             | PS                |
| António Leitão Amaro            | Lisboa            | PSD               |
| António Prôa                    | Lisboa            | PSD               |
| António Rodrigues               | Lisboa            | PSD               |
| António Serrano                 | Santarém          | PS                |
| Arménio Santos                  | Viseu             | PSD               |
| Artur Rêgo                      | Faro              | CDS-PP            |
| Assunção Esteves                | Lisboa            | PSD               |
| Augusto Santos Silva            | Porto             | PS                |
| Basílio Horta                   | Leiria            | PS                |
| Bernardino Soares               | Lisboa            | PCP               |
| Bruno Coimbra                   | Aveiro            | PSD               |
| Bruno Dias                      | Setúbal           | PCP               |
| Bruno Vitorino                  | Setúbal           | PSD               |
| Carina Oliveira                 | Santarém          | PSD               |
| Carla Rodrigues                 | Aveiro            | PSD               |
| Carlos Abreu Amorim             | Viana do Castelo  | PSD               |
| Carlos Alberto Gonçalves        | Europa            | PSD               |
| Carlos Costa Neves              | Castelo Branco    | PSD               |
| Carlos Enes                     | Açores            | PS                |
| Carlos Páscoa Gonçalves         | Fora da Europa    | PSD               |
| Carlos Peixoto                  | Guarda            | PSD               |
| Carlos Santos Silva             | Lisboa            | PSD               |
| Carlos São Martinho             | Castelo Branco    | PSD               |
| Carlos Zorrinho                 | Évora             | PS                |
| Catarina Martins                | Porto             | BE                |
| Cecília Honório                 | Faro              | BE                |
| Clara Marques Mendes            | Braga             | PSD               |
| Cláudia Monteiro de Aguiar      | Madeira           | PSD               |
| Conceição Bessa Ruão            | Porto             | PSD               |
| Correia de Jesus                | Madeira           | PSD               |
| Couto dos Santos                | Aveiro            | PSD               |
| Cristóvão Crespo                | Portalegre        | PSD               |
| Cristóvão Norte                 | Faro              | PSD               |
| Cristóvão Simão Ribeiro         | Porto             | PSD               |
| Duarte Cordeiro                 | Setúbal           | PS                |
| Duarte Marques                  | Santarém          | PSD               |
| Duarte Pacheco                  | Lisboa            | PSD               |
| Eduardo Cabrita                 | Setúbal           | PS                |
| Eduardo Teixeira                | Viana do Castelo  | PSD               |
| Elsa Cordeiro                   | Faro              | PSD               |
| Elza Pais                       | Viseu             | PS                |
| Emídio Guerreiro                | Braga             | PSD               |
| Emília Santos                   | Porto             | PSD               |
| Eurídice Pereira                | Setúbal           | PS                |
| Fernando Jesus                  | Porto             | PS                |
| Fernando Marques                | Leiria            | PSD               |
| Fernando Medina                 | Viana do Castelo  | PS                |
| Fernando Negrão                 | Braga             | PSD               |
| Fernando Serrasqueiro           | Castelo Branco    | PS                |
| Fernando Virgílio Macedo        | Porto             | PSD               |
| Ferro Rodrigues                 | Lisboa            | PS                |
| Filipe Neto Brandão             | Aveiro            | PS                |
| Francisca Almeida               | Braga             | PSD               |
| Francisco de Assis              | Porto             | PS                |
| Francisco Lopes                 | Setúbal           | PCP               |
| Francisco Louçã                 | Lisboa            | BE                |
| Graça Mota                      | Braga             | PSD               |
| Guilherme Silva                 | Madeira           | PSD               |
| Helder Amaral                   | Viseu             | CDS-PP            |
| Hélder Sousa Silva              | Lisboa            | PSD               |
| Heloísa Apolónia                | Setúbal           | PEV               |
| Honório Novo                    | Porto             | PCP               |
| Hortense Martins                | Castelo Branco    | PS                |
| Hugo Lopes Soares               | Braga             | PSD               |
| Hugo Velosa                     | Madeira           | PSD               |
| Idália Salvador Serrão          | Santarém          | PS                |
| Inês de Medeiros                | Lisboa            | PS                |
| Inês Teotónio Pereira           | Lisboa            | CDS-PP            |
| Isabel Alves Moreira            | Lisboa            | PS                |
| Isabel Galriça Neto             | Lisboa            | CDS-PP            |
| Isabel Oneto                    | Porto             | PS                |
| Isabel Santos                   | Porto             | PS                |
| Isilda Aguincha                 | Santarém          | PSD               |
| Jerónimo de Sousa               | Lisboa            | PCP               |
| Joana Barata Lopes              | Lisboa            | PSD               |
| João Figueiredo                 | Viseu             | PSD               |
| João Galamba                    | Santarém          | PS                |
| João Gonçalves Pereira          | Lisboa            | CDS-PP            |
| João Lobo                       | Braga             | PSD               |
| João Oliveira                   | Évora             | PCP               |
| João Paulo Pedrosa              | Leiria            | PS                |
| João Paulo Viegas               | Setúbal           | CDS-PP            |
| João Pinho de Almeida           | Porto             | CDS-PP            |
| João Portugal                   | Coimbra           | PS                |
| João Ramos                      | Beja              | PCP               |
| João Rebelo                     | Lisboa            | CDS-PP            |
| João Semedo                     | Porto             | BE                |
| João Serpa Oliva                | Coimbra           | CDS-PP            |
| João Soares                     | Faro              | PS                |
| Joaquim Ponte                   | Açores            | PSD               |
| Jorge Fão                       | Viana do Castelo  | PS                |
| Jorge Lacão                     | Lisboa            | PS                |
| Jorge Machado                   | Porto             | PCP               |
| Jorge Paulo Oliveira            | Braga             | PSD               |
| José de Matos Correia           | Lisboa            | PSD               |
| José de Matos Rosa              | Lisboa            | PSD               |
| José Junqueiro                  | Viseu             | PS                |
| José Lello                      | Porto             | PS                |
| José Lino Ramos                 | Lisboa            | CDS-PP            |
| José Luís Ferreira              | Lisboa            | PEV               |
| José Manuel Canavarro           | Coimbra           | PSD               |
| José Manuel Rodrigues           | Madeira           | CDS-PP            |
| José Ribeiro e Castro           | Porto             | CDS-PP            |
| Laura Esperança                 | Leiria            | PSD               |
| Laurentino Dias                 | Braga             | PS                |
| Lídia Bulcão                    | Açores            | PSD               |
| Luís Campos Ferreira            | Porto             | PSD               |
| Luís Fazenda                    | Lisboa            | BE                |
| Luís Leite Ramos                | Vila Real         | PSD               |
| Luís Menezes                    | Porto             | PSD               |
| Luís Montenegro                 | Aveiro            | PSD               |
| Luís Pedro Pimentel             | Vila Real         | PSD               |
| Luís Pita Ameixa                | Beja              | PS                |
| Luís Vales                      | Porto             | PSD               |
| Luísa Salgueiro                 | Porto             | PS                |
| Manuel Isaac                    | Leiria            | CDS-PP            |
| Manuel Meirinho Martins         | Guarda            | PSD               |
| Manuel Pizarro                  | Porto             | PS                |
| Manuel Seabra                   | Porto             | PS                |
| Marcos Perestrello              | Lisboa            | PS                |
| Margarida Almeida               | Porto             | PSD               |
| Margarida Neto                  | Santarém          | CDS-PP            |
| Maria Antónia de Almeida Santos | Lisboa            | PS                |
| Maria Conceição Pereira         | Leiria            | PSD               |
| Maria da Conceição Caldeira     | Lisboa            | PSD               |
| Maria das Mercês Borges         | Setúbal           | PSD               |
| Maria de Belém Roseira          | Lisboa            | PS                |
| Maria Ester Vargas              | Viseu             | PSD               |
| Maria Gabriela Canavilhas       | Braga             | PS                |
| Maria Helena André              | Aveiro            | PS                |
| Maria João Ávila                | Fora da Europa    | PSD               |
| Maria José Castelo Branco       | Porto             | PSD               |
| Maria José Moreno               | Bragança          | PSD               |
| Maria Manuela Tender            | Vila Real         | PSD               |
| Maria Paula Cardoso             | Aveiro            | PSD               |
| Mariana Aiveca                  | Setúbal           | BE                |
| Mário Magalhães                 | Porto             | PSD               |
| Mário Ruivo                     | Coimbra           | PS                |
| Mário Simões                    | Beja              | PSD               |
| Maurício Marques                | Coimbra           | PSD               |
| Mendes Bota                     | Faro              | PSD               |
| Michael Seufert                 | Porto             | CDS-PP            |
| Miguel Coelho                   | Lisboa            | PS                |
| Miguel Frasquilho               | Porto             | PSD               |
| Miguel Freitas                  | Faro              | PS                |
| Miguel Laranjeiro               | Braga             | PS                |
| Miguel Santos                   | Porto             | PSD               |
| Miguel Tiago                    | Lisboa            | PCP               |
| Miranda Calha                   | Porto             | PS                |
| Mónica Ferro                    | Lisboa            | PSD               |
| Mota Amaral                     | Açores            | PSD               |
| Mota Andrade                    | Bragança          | PS                |
| Nilza de Sena                   | Coimbra           | PSD               |
| Nuno André Figueiredo           | Porto             | PS                |
| Nuno Encarnação                 | Coimbra           | PSD               |
| Nuno Filipe Matias              | Setúbal           | PSD               |
| Nuno Magalhães                  | Setúbal           | CDS-PP            |
| Nuno Reis                       | Braga             | PSD               |
| Nuno Sá                         | Braga             | PS                |
| Nuno Serra                      | Santarém          | PSD               |
| Odete João                      | Leiria            | PS                |
| Odete Silva                     | Lisboa            | PSD               |
| Paula Santos                    | Setúbal           | PCP               |
| Paulo Batista Santos            | Leiria            | PSD               |
| Paulo Cavaleiro                 | Aveiro            | PSD               |
| Paulo Mota Pinto                | Lisboa            | PSD               |
| Paulo Rios de Oliveira          | Porto             | PSD               |
| Paulo Pisco                     | Europa            | PS                |
| Paulo Ribeiro de Campos         | Guarda            | PS                |
| Paulo Sá                        | Faro              | PCP               |
| Paulo Simões Ribeiro            | Setúbal           | PSD               |
| Pedro Alves                     | Viseu             | PSD               |
| Pedro Delgado Alves             | Lisboa            | PS                |
| Pedro do ó Ramos                | Setúbal           | PSD               |
| Pedro Farmhouse                 | Lisboa            | PS                |
| Pedro Filipe Soares             | Aveiro            | BE                |
| Pedro Jesus Marques             | Portalegre        | PS                |
| Pedro Lynce                     | Évora             | PSD               |
| Pedro Nuno Santos               | Aveiro            | PS                |
| Pedro Pimpão                    | Leiria            | PSD               |
| Pedro Pinto                     | Lisboa            | PSD               |
| Pedro Roque                     | Faro              | PSD               |
| Pedro Saraiva                   | Coimbra           | PSD               |
| Pedro Silva Pereira             | Vila Real         | PS                |
| Ramos Preto                     | Lisboa            | PS                |
| Raúl de Almeida                 | Aveiro            | CDS-PP            |
| Renato Sampaio                  | Porto             | PS                |
| Ricardo Baptista Leite          | Lisboa            | PSD               |
| Ricardo Rodrigues               | Açores            | PS                |
| Rita Calvário                   | Lisboa            | BE                |
| Rita Rato                       | Lisboa            | PCP               |
| Rosa Arezes                     | Viana do Castelo  | PSD               |
| Rosa Maria Albernaz             | Aveiro            | PS                |
| Rui Caetano                     | Madeira           | PS                |
| Rui Jorge Santos                | Vila Real         | PS                |
| Rui Paulo Figueiredo            | Lisboa            | PS                |
| Sérgio Azevedo                  | Lisboa            | PSD               |
| Sérgio Sousa Pinto              | Aveiro            | PS                |
| Sónia Fertuzinhos               | Braga             | PS                |
| Telmo Correia                   | Braga             | CDS-PP            |
| Teresa Anjinho                  | Aveiro            | CDS-PP            |
| Teresa Caeiro                   | Lisboa            | CDS-PP            |
| Teresa Costa Santos             | Viseu             | PSD               |
| Teresa Leal Coelho              | Porto             | PSD               |
| Ulisses Pereira                 | Aveiro            | PSD               |
| Valter Ribeiro                  | Leiria            | PSD               |
| Vasco Cunha                     | Santarém          | PSD               |
| Vera Rodrigues                  | Porto             | CDS-PP            |
| Vieira da Silva                 | Setúbal           | PS                |
| Vitalino Canas                  | Lisboa            | PS                |